# Ancient Art of Boar
Ancient Art of Boar (ou AAB) est le nom donné au projet musical créé en 1994 par Andrew Wilkes Krier, plus connu sous son nom de scène Andrew W.K. Il s'agit d'un genre musical qualifié d'expérimental, voire de musique bruitiste.

## Historique
Sept cassettes audio ont vu le jour sous le nom AAB depuis 1994 :
1. Unusual Atmospheric Phenomena, en 1994 sous le label Ganoderma
2. TORR, en 1994 sous le label Ganoderma
3. AAB/LabLob Split, en 1995 sous un label inconnu (duo entre AAB et LabLob, composé de Aaron Dilloway membre de Wolf Eyes)
4. She's a Perfectionist, en 1995 sous le label Hanson Records (il s'agit du même duo cité au-dessus)
5. TORR Reissue, en 1995, Hanson Records
6. The Transition Team, en 1995, Hanson Records (même duo)
7. Bright Dole, en 1996 sous le label Bulb Records

Il semblerait que Bright Dole ait été réenregistré en 2002 sur CD sous le label Ypsilanti Records.
Tous ces enregistrements, créés en nombre très limité, sont très rares.